# Mistery Date
Mistery Date é o oitavo episódio da quarta temporada da série Modern Family. O episódio foi exibido originalmente pela ABC no dia 14 de novembro de 2012 nos EUA, e conta com a participação especial do ator Matthew Broderick como Dave.

## Sinopse
Quando Claire leva Manny e Luke para um decatlo acadêmico de Alex no fim de semana, Luke a Manny invadem um Bar Mitzvah no hotel tentando encontrar uma linda garota. Phil tenta fazer uma noite dos garotos em sua casa, convidando um cara que conhece na academia de Claire chamado Dave. Enquanto isso, a pressão é para Alex no decatlo. Cam e Mitch providenciam um presente surpresa para o bebê de Jay e Gloria. Enquanto isso Jay está muito nervoso e Mitchell não sabe o motivo, ainda.

## Audiência
Na sua transmissão original americana, "Mistery Date", foi visto por cerca de 11.890 mil famílias de acordo com a Nielsen Media Research. O episódio deixou Modern Family em segundo lugar, atrás de Criminal Minds da CBS, em total de espectadores.